# Гудбай, Америка (фильм)
«Гудбай, Америка» — российский драматический фильм Сарика Андреасяна. В главной роли: Дмитрий Нагиев.

## Сюжет
В центре сюжета мужчина, который отправился жить в Соединённые Штаты Америки, но из-за тёплых чувств и воспоминаний о своей родине не может стать типичным американцем.

## В ролях
| Актёр               | Роль             |
| ------------------- | ---------------- |
| Дмитрий Нагиев      | Георгий          |
| Владимир Яглыч      | Игорь            |
| Елизавета Моряк     | Юлия             |
| Юрий Стоянов        | Виктор Сергеевич |
| Лянка Грыу          | Саманта          |
| Надежда Михалкова   | Ирина            |
| Грант Тохатян       | Армен            |
| Ирина Темичева      | Алиса            |
| Микаэл Арамян       | Ник              |
| Добромир Машуков    | Павел            |
| Леонид Леви         | в эпизоде        |
| Елена Валюшкина     | мама Юли         |
| Ольга Тумайкина     | Роза             |
| Екатерина Васильева | бабушка Юли      |
| Семён Стругачёв     | Соломон          |
| Семён Трескунов     | Лёва             |
| Себастьян Сисак     | в эпизоде        |

## О фильме
Название фильму дала песня рок-группы «Наутилус Помпилиус» «Последнее письмо» («Гудбай, Америка») из альбома «Невидимка» (1985), она же звучит в конце фильма в версии из одноимённого сборника 2017 года лидера распавшийся группы Вячеслава Бутусова.
Премьера фильма была запланирована на 22 апреля 2020 года, но была перенесена из-за пандемии коронавирусной инфекции COVID-19. Выход в широкий прокат состоялся 8 октября 2020 года.